# Daniel Sinapius-Horčička

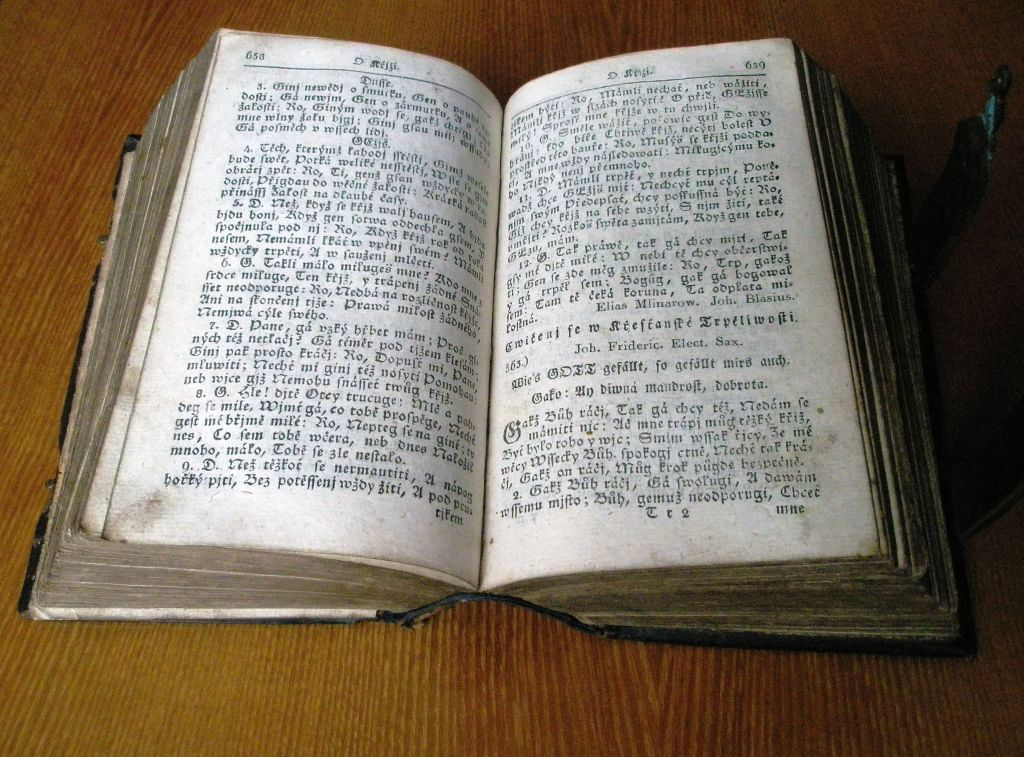
Cithara Sanctorum, versió de 1828

Daniel Sinapius-Horčička era un escriptor, poeta, dramaturg, compositor d'himmes i predicador  eslovac de l'època del barroc.

## Biografia
Daniel Sinapius-Horčička va néixer el 3 d'agost de 1640 al poble de Sučany, avui dia situat al Districte de Martin a la Regió de Žilina al nord d'Eslovàquia, encara que en aquella època formava part de l'Alta Hongria al Regne d'Hongria. Va néixer en una família de predicadors i després dels estudis a Levoča i Wittenberg (Alemanya) va treballar com a predicador i rector de, successivament, Jelšava, Kameňanoch, Liptovská Teplička i finalment Radvaň. El 1673, durant la persecució dels protestants, Sinapius-Horčička va ser exiliat de terres hongareses. Va viatjar amb la seva família primer a Silèsia i després a Nového Bojanova, tots dos llocs estaven fora de la jurisdicció d'Hongria, però encara dins del regne dels Habsburg. Després de tornar de l'exili el 1683, va treballar breument a Radvan abans de passar a Levoča. A Levoča, Sinapius-Horčička va servir com a rector, sacerdot evangèlic, inspector d'escola, editor i corrector de proves dels llibres publicats en eslovac. Sinapius-Horčička va morir el 27 de gener de 1688 a Levoča amb 47 anys.

## Obra
Daniel Sinapius-Horčička va participar en la redacció de poemes i obres de teatre escolars en llatí. No obstant això, una gran part del seu treball es va dedicar a en prosa religiosa, proverbis i poesia espiritual en eslovac. Tot i dedicar molt esforç a les seves obres llatines, són les obres en eslovac les que han estat més acceptades pels crítics del país. La seva prosa es considera que reflecteix la consciència- nacional lloant la llengua eslovaca i criticant la manca de patriotisme entre els seus companys eslovacs. Ell toca l'antiguitat de la nació eslovaca i la compara amb l'actual. El que és molt destacable, a més d'aquests versos protonacionalistes, és que Sinapius-Horčička va escriure exclusivament en eslovac quan molts dels seus contemporanis eslovacs estaven usant la llengua literària eslava més comuna a l'època, el txec.

## Llista d'obres
(Els títols són en eslovac)
- 1660 – Plesanie neba a zeme (Plausus poli et soli)
- 1676 – Zahradka dušičky pobožné (Hortulus animae piae), llibre de pregàries
- 1678 – Nový trh latinsko-slovenský (Neo-forum Latino-Slavonicum), 534 proverbis i dites de la Bíblia i d'altres períodes.
- 1679 – Osud verný vo svete duše (Sors fidelis in mundo animae)
- 1681 – Nestálosť vidiečanovej forúny (Fortunae inconstantia in rustico)
- 1681 – Trojnásobný bič božieho hnevu (Flagellum irae divinae triplex)
- 1682 – Pocta Bojanovu (Coelum Bojanoviense)
- 1683 – Perlička dítek božích, catecisme en eslovac
- 1684 – Cithara sanctorum, va contribuir a una nova edició, que va aparèixer en moltes traduccions a l'alemany, com per exemple:
  - Těžká búrka již povstává
  - Smrt jest nestydatá obluda
  - O milá nevinnosť, jak si potupená
- 1685 – Orbis pictus
- 1686 – Hainov dom – zarmútený Nain (Domus Hain – moesta Nain)
- 1703 – Jádro všech modliteb v nemnohých slovích obsažené…, Llibre de pregàries.